# 붓순나무속
붓순나무속(Illicium)은 아우스트로바일레이아목에 속하는 속씨식물 속이다. 분류 체계에 따라서, 붓순나무과(Illiciaceae A.C.Sm., 1947)의 유일속으로 분류하거나 오미자과로 분류하기도 한다.

## 분포
전 세계에 약 40종이 있으며 주로 히말라야, 동남아시아, 동아시아, 북아메리카 동남부와 멕시코에 분포하는 상록소교목이다. 한국에는 붓순나무(Illicium anisatum) 1종만 있다.

## 특징
잎은 어긋나고 가죽질이며, 가장자리는 밋밋하고, 유세포가 있고, 턱잎은 없다. 꽃은 양성화로 방사 상칭이며 잎겨드랑이에 1송이씩 달렸다. 꽃덮이는 10-25장으로 나선상 배열되어 있다. 수술 10-25개, 화사가 굵고, 꽃밥은 안으로 굽었다. 씨방은 상위이며 암술은 윤생한다. 6-18개가 서로 붙고, 별 모양이 된다. 턱잎이 없고, 암술이 윤생하며, 열매가 별 모양으로 되는 점, 또는 열매가 안쪽에서 열리는 점이 목련과와 다르다.

## 하위 종
| - Illicium angustisepalum - Illicium anisatum - Illicium arborescens - Illicium brevistylum - Illicium burmanicum - Illicium difengpi - Illicium dunnianum - Illicium floridanum - Illicium griffithii - Illicium henryi | - Illicium jiadifengpi - Illicium lanceolatum - Illicium leiophyllum - Illicium macranthum - Illicium majus - Illicium merrillianum - Illicium micranthum - Illicium modestum - Illicium oligandrum - Illicium pachyphyllum | - Illicium parviflorum - Illicium petelotii - Illicium philippinense - Illicium simonsii - Illicium tashiroi - Illicium ternstroemioides - Illicium tsaii - Illicium tsangii - Illicium verum - Illicium wardii |